# Юхари-Араг
Юхари-Араг — упразднённое село в Сулейман-Стальском районе Дагестана. На момент упразднения входило в состав Касумкентского сельсовета. С 1969 года в плановом порядке жители села были переселены в село Касумкент. Официально упразднено в 1970-е годы.

## География
Располагалось на левом берегу реки Араг, в 5,5 км к юго-западу от села Касумкент.

## История
До вхождения Дагестана в состав Российской империи селение входило в состав магала Картас Кюринского ханства. После присоединения ханства к Российской империи числилось в Татар-Хан-кентском сельском обществе Гюнейского наибства Кюринского округа Дагестанской области. В 1895 году селение состояло из 52 хозяйств. По данным на 1926 год село состояло из 72 хозяйств. В административном отношении входило в состав Ашага-Арагского сельсовета Касумкентского района. В 1930-е годы создан колхоз имени Чкалова. С 1964 года отделение совхоза «Касумкентский». В 1969 году было принято решение о плановом переселение жителей села в село Касумкент.

## Население
| Год       | 1886 | 1895 | 1908 | 1926 | 1939 | 1970 |
| --------- | ---- | ---- | ---- | ---- | ---- | ---- |
| Население | 308  | 304  | 320  | 282  | 297  | 152  |

По данным Всесоюзной переписи населения 1926 года, в национальной структуре населения лезгины составляли 100 %